# Dret natural

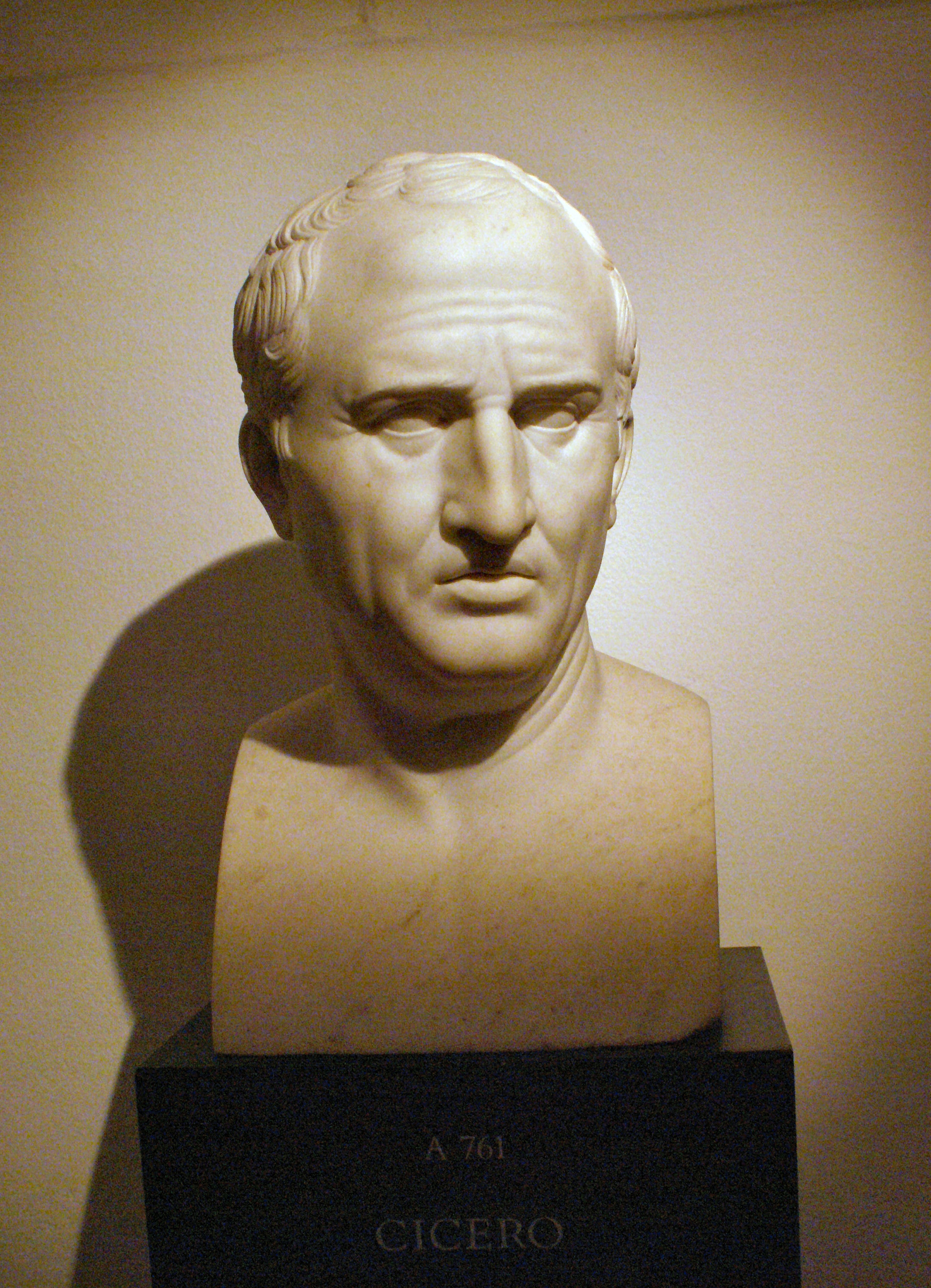
Ciceró

El dret natural és un conjunt de normes i principis superiors que regeixen el comportament humà i poden ser coneguts pels humans. El concepte de dret natural difereix del dret positiu, que és el conjunt de normes legalment vigents. Les doctrines que defensen, en major o menor grau, la superioritat del dret natural sobre el dret positiu reben el nom de jusnaturalistes, oposades a les doctrines positivistes que neguen la superioritat del dret natural o fins i tot neguen que el dret natural es pugui considerar un tipus de dret (l'únic dret seria el dret positiu).
El jusnaturalisme, que és una tradició jurídica que s'enquadra dins de la Filosofia del Dret, segons el jurista italià Norberto Bobbio es caracteritza pel dualisme jurídic (reconeix l'existència d'un dret natural i un dret positiu, i la supremacia del primer sobre el segon) i la seva fonamentació es troba (segons el context històric) en un ens abstracte "natural" i "superior" a la voluntat de les persones - ja sigui la physis grega, Déu o la raó humana. El terme Ius Naturale, o dret natural, procedeix de les expressions llatines Ius (Dret, lloc de Dret) i Naturale (del natural). Va ser encunyat per Ciceró al definir-lo com "una llei veritable que consisteix en la recta raó, conforme a la naturalesa".
El contingut del dret natural, o sigui, quins són els principis superiors que regeixen la vida humana, són un reflex de la moral de cada societat, considerada com a norma jurídica. Això fa que, encara que el dret natural pretengui ser únic, universal i immutable, en cada autor i en cada moment trobem concrecions diferents i oposades del dret natural. Així, per exemple, per Aristòtil l'esclavitud era una institució del dret natural mentre que per John Locke ho era la llibertat.
La tradició jusnaturalista s'estén des del segle V a. de C. fins a la seva decadència en el segle xix, amb el que s'han succeït nombroses tesis i doctrines, fins i tot totalment diferents entre elles.
En la teoria del dret natural, tota persona adquireix els seus drets naturals en néixer, aquests serien per tant inherents i es fonamentarien en la dignitat de la persona, drets que una societat jurídicament organitzada haurà de sempre respectar en el funcionament de l'Estat social i democràtic de Dret.
Els drets naturals són universals i inalienables, encara que no sempre absoluts, ja que de vegades poden col·lidir amb altres drets de la mateixa naturalesa. En l'evolució històrica d'aquests drets, primer es va parlar de drets naturals, posteriorment de drets humans a partir de la Declaració dels Drets de l'Home i del Ciutadà de 1789 i finalment de drets fonamentals des del procés constitucionalista, és a dir quan aquests drets es van incorporant a les constitucions dels Estats, especialment ja en la segona meitat del segle xx; d'aquesta manera, els principis del dret natural s'incorporen al dret positiu. La Declaració universal dels drets humans de 1948 és eclèctica i utilitza indistintament els termes drets naturals i drets humans.
Un cas important en què es va donar al dret natural transcendència jurídica va ser el dels judicis de Nuremberg, perquè en el moment en què havien estat realitzats, els crims contra la humanitat comesos pels líders nazis no estaven prohibits pel dret positiu, ja que no hi havia cap norma vigent a Alemanya ni al dret internacional que els prohibís, però aquests actes eren clarament injustos. Aleshores, als criminals nazis se'ls va jutjar amb normes fonamentades en el dret natural, perquè una aplicació estricta del dret positiu hagués deixat impunes aquest crims.